# Chilhac
Chilhac é uma comuna francesa na região administrativa de Auvérnia-Ródano-Alpes, no departamento de Alto Loire. Estende-se por uma área de 4,11 km². Em 2010 a comuna tinha 179 habitantes (densidade: 43,6 hab./km²).